# Reflexive Relation

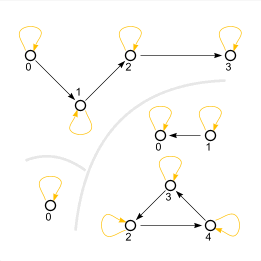
Drei reflexive Relationen, als gerichtete Graphen dargestellt

Die Reflexivität einer zweistelligen Relation {\displaystyle R} auf einer Menge ist gegeben, wenn {\displaystyle xRx} für alle Elemente {\displaystyle x} der Menge gilt, also jedes Element in Relation zu sich selbst steht. Man nennt {\displaystyle R} dann reflexiv.
Eine Relation heißt irreflexiv, wenn die Beziehung {\displaystyle xRx} für kein Element {\displaystyle x} der Menge gilt, also kein Element in Relation zu sich selbst steht. Es gibt auch Relationen, die weder reflexiv noch irreflexiv sind, wenn die Beziehung {\displaystyle xRx} für einige Elemente {\displaystyle x} der Menge gilt, doch nicht für alle.
Die Reflexivität ist eine der Voraussetzungen für eine Äquivalenzrelation oder eine Ordnungsrelation; die Irreflexivität ist eine der Voraussetzungen für eine strikte Ordnungsrelation.

## Formale Definition
Ist {\displaystyle M} eine Menge und {\displaystyle R\subseteq M\times M} eine zweistellige Relation auf {\displaystyle M}, dann definiert man (unter Verwendung der Infixnotation):
{\displaystyle R} ist reflexiv :{\displaystyle \Longleftrightarrow \forall x\in M:xRx}
{\displaystyle R} ist irreflexiv :{\displaystyle \Longleftrightarrow \forall x\in M:\neg \ xRx}

## Beispiele

### Reflexiv
- Die Kleiner-Gleich-Relation {\displaystyle \leq } auf den reellen Zahlen ist reflexiv, da stets {\displaystyle x\leq x} gilt. Sie ist darüber hinaus eine Totalordnung. Gleiches gilt für die Relation {\displaystyle \geq }.

- Die gewöhnliche Gleichheit {\displaystyle =} auf den reellen Zahlen ist reflexiv, da stets {\displaystyle x=x} gilt. Sie ist darüber hinaus eine Äquivalenzrelation.

- Die Teilmengenbeziehung {\displaystyle \subseteq } zwischen Mengen ist reflexiv, da stets {\displaystyle A\subseteq A} gilt. Sie ist darüber hinaus eine Halbordnung.

### Irreflexiv
- Die Kleiner-Relation {\displaystyle <} auf den reellen Zahlen ist irreflexiv, da nie {\displaystyle x<x} gilt. Sie ist darüber hinaus eine strenge Totalordnung. Gleiches gilt für die Relation {\displaystyle >}.

- Die Ungleichheit {\displaystyle \neq } auf den reellen Zahlen ist irreflexiv, da nie {\displaystyle x\neq x} gilt.

- Die echte Teilmengenbeziehung {\displaystyle \subset } zwischen Mengen ist irreflexiv, da nie {\displaystyle A\subset A} gilt. Sie ist darüber hinaus eine strenge Halbordnung.

### Weder reflexiv noch irreflexiv
Die folgende Relation auf der Menge der reellen Zahlen ist weder reflexiv noch irreflexiv:
{\displaystyle xRy:\Longleftrightarrow y=x^{2}}
Grund: Für {\displaystyle x:=1} gilt {\displaystyle xRx}, für {\displaystyle x:=2} gilt {\displaystyle \neg xRx}.

## Darstellung als gerichteter Graph
Jede beliebige Relation {\displaystyle R} auf einer Menge {\displaystyle M} kann als gerichteter Graph aufgefasst werden (siehe Beispiel im Bild oben). Die Knoten des Graphen sind dabei die Elemente von {\displaystyle M}. Vom Knoten {\displaystyle a} zum Knoten {\displaystyle b} wird genau dann eine gerichtete Kante (ein Pfeil {\displaystyle a\longrightarrow b}) gezogen, wenn {\displaystyle aRb} gilt.
Die Reflexivität von {\displaystyle R} lässt sich im Graphen nun so charakterisieren: Für jeden Knoten {\displaystyle a} gibt es eine Schleife {\displaystyle {\stackrel {a}{\circlearrowright }}}. Entsprechend ist die Irreflexivität dadurch gegeben, dass es für keinen Knoten {\displaystyle a} eine Schleife {\displaystyle {\stackrel {a}{\circlearrowright }}} gibt.

## Eigenschaften
- Mit Hilfe der identischen Relation {\displaystyle Id_{M}} (die aus allen Paaren {\displaystyle (x,x)} besteht) kann man die Begriffe auch so charakterisieren:
{\displaystyle R} ist reflexiv {\displaystyle \Longleftrightarrow Id_{M}\subseteq R}
{\displaystyle R} ist irreflexiv {\displaystyle \Longleftrightarrow Id_{M}\cap R=\varnothing }

- Ist die Relation {\displaystyle R} reflexiv bzw. irreflexiv, dann gilt dies auch für die konverse Relation {\displaystyle R^{-1}}. Beispiele: die zu {\displaystyle \leq } konverse Relation ist {\displaystyle \geq }, die zu {\displaystyle <} konverse ist {\displaystyle >}.

- Ist die Relation {\displaystyle R} reflexiv, dann ist die komplementäre Relation {\displaystyle R^{\rm {c}}} irreflexiv. Ist {\displaystyle R} irreflexiv, dann ist {\displaystyle R^{\rm {c}}} reflexiv. Dabei ist die komplementäre Relation definiert durch
{\displaystyle xR^{\rm {c}}y:\Longleftrightarrow \neg xRy}.

- Die Relation auf der leeren Menge ist als einzige Relation sowohl reflexiv als auch irreflexiv.